# Bruno Adler (Literaturwissenschaftler)
Bruno Maria Adler, Anagramm und Pseudonym Urban Roedl (geboren 14. Oktober 1889 in Karlsbad, Österreich-Ungarn; gestorben 27. Dezember 1968 in London) war ein deutscher Kunsthistoriker, Literaturwissenschaftler und Rundfunkredakteur im deutschen Programm der BBC.

## Leben
Das Studium der Germanistik und Kunstgeschichte in Wien, Erlangen und München schloss Adler 1917 mit der Promotion zum Dr.  phil. ab. Das Thema seiner Dissertation lautete: Ursprünge und Anfänge des Holzschnitts. In München hatte er Kontakt zu Vertretern der Künstlergruppe Der blaue Reiter, was seine spätere Anstellung beim Bauhaus den Weg bereitete. Zwischen 1919 und 1923 unterrichtete er dort und war Lehrer für Kunstgeschichte an der Staatlichen Kunstakademie Weimar sowie an der Volkshochschule in Jena. Für den ebenfalls am Bauhaus tätigen Johannes Itten war Adler 1921 der Verleger des Utopia-Verlages und Herausgeber einer programmatischen Schrift Utopia : Dokumente der Wirklichkeit (Itten: Ein Kunstwerk erleben heißt, dieses wiedererleben), für die Adler Übersetzungen aus Rigveda und Nikolaus von Kues erstellte. Adler war in dieser Zeit auch Herausgeber von Werken Adalbert Stifters und Matthias Claudius.
Nach der Machtübergabe an die Nationalsozialisten in Deutschland musste Adler nach Prag flüchten. 1936 ging er nach England. Als Ernst Rowohlt die Biografie zu Adalbert Stifter unter Adlers Pseudonym Urban Roedl herausgab, führte das zum Berufsverbot Rowohlts, da dem Verleger vorgehalten wurde, jüdische Schriftsteller zu tarnen. Adler war zeitweise Lehrer an der Bunce Court School (auch New Herrlingen School genannt), einer von Anna Essinger gegründeten Landschule für emigrierte jüdische Kinder.
Während des Zweiten Weltkrieges arbeitete Adler in der deutschsprachigen Abteilung der BBC. Adler war der Erfinder der Kunstfigur Frau Wernicke, die im Frauenprogramm des „Deutschen Dienstes“ zwischen dem Sommer 1940 und Januar 1944 gesendet wurde. Frau Wernicke, gesprochen von der emigrierten Berliner Schauspielerin Annemarie Hase, stellt eine Berliner Kleinbürgerin dar, die mit einem losen Mundwerk und gesundem Menschenverstand ausgestattet, die Nazis lächerlich machte. „Kurt und Willi“ schrieb Roedl gemeinsam mit dem englischen Lyriker Norman Cameron, auch diese Serie ging vom Alltag der deutschen Bevölkerung aus. Er war Herausgeber der Zeitschrift „Neue Auslese“, die vom Alliierten Informationsdienst herausgegeben wurde.
Die seiner Ehefrau Ilse Katz zugeeignete Stifterbiografie wurde 1958 in Deutschland wieder aufgelegt. Adler erinnerte im Vorwort daran, dass seinerzeit einer der Rezensenten „den Verfasser kurzerhand unschädlich machen“ lassen wollte. Unter dem Pseudonym Urban Roedl war Bruno Adler auch der Autor der 1965 erschienenen Rowohlt-Monografie über Adalbert Stifter, die er Erich Heller widmete.

## Schriften (Auswahl)
als Bruno Adler:
- Gustave Flaubert, Die Sage von St. Julian, dem Gastfreien, Übers. von Bruno Maria Adler. Eingedr. Holzschn. von Walther Klemm . Weimar : M. Biewald 1923
- Kampf um Polna. Ein Tatsachenroman. Prag. Kacha Verlag 1934.
- Das Weimarer Bauhaus, Darmstadt : Bauhaus-Archiv 1965
- (Hrsg.) Utopia : Dokumente der Wirklichkeit, Martin Biewald : Weimar 1921; München : Kraus-Reprint 1980
- Matthias Claudius.Werke, Utopia-Verl. Weimar 1924
- Frau Wernicke : Kommentare einer "Volksjenossin"

als Urban Roedl:
- Adalbert Stifter  : Geschichte seines Lebens, Berlin : Rowohlt, 1936; neubearb.: Bern : Francke , 1958
- Matthias Claudius  : sein Weg und seine Welt, Berlin : Wolff , 1934
- Adalbert Stifter in Selbstzeugnissen und Bilddokumenten, dargestellt von Urban Roedl, Rowohlt: Reinbek bei Hamburg . 1965
- Jodel-Franz, (mit Billy Dongen). München : Ed. Insel-Ton, 1955
- Frau Wernicke : Kommentare einer "Volksjenossin, 	Mannheim : Persona Verlag 1990
- Kampf um Polna : ein Tatsachenroman, Prag : Kacha  Prag 1934